# Shinukta
Shinukhta va ser un petit territori independent o semiindependent no gaire llunyà d'Atun (Atuna, Tunna) suposadament capital d'un districte situat al riu Karmalas (modern Zamantı) o al Saros (modern Seyhan), a la vora de Cilícia o Cataònia. L'any 740 aC després que Arpad caigués en mans dels assiris els reis Tarkhularas de Gurgum, Dadilu de Kask (probablement Katak/Kaska) i Samulal de Meliddu, van pagar tribut. Els van seguir Urikki de Que, Azriyau de Yaudi-Samal, Uassurme (Wasu Sharumush) de Tabal, Ushkhitti d'Atun, Urballa de Tokhan, Urimmi de Khubishna i Tukhammi d'Ishtunda. Llavors es devia convertir en tributari d'Assíria encara que no s'esmenta.
Kiakku de Shinukhta va refusar pagar el tribut el 718 aC i Sargon II va ocupar i destruir la ciutat; el rei va caure presoner i amb la seva família i partidaris més propers, unes 7500 persones, van ser portats a Assíria. El principat va ser concedit al cap rival, Matti d'Atuna o Atun (Tunna) que va prometre augmentar el tribut que pagava a Assíria.